# 'т-Занд (Алтена)
'т-Занд (нід. 't Zand) — селище в нідерландській провінції Північний Брабант. Входить до муніципалітету Алтена.
Перша згадка про населений пункт датується 1980 роком. Наразі у селищі нараховується близько 40 будинків.